# Beaver Crossing
Beaver Crossing is een plaats (village) in de Amerikaanse staat Nebraska, en valt bestuurlijk gezien onder Seward County.

## Demografie
Bij de volkstelling in 2000 werd het aantal inwoners vastgesteld op 457.
In 2006 is het aantal inwoners door het United States Census Bureau geschat op 442, een daling van 15 (-3,3%).

## Geografie
Volgens het United States Census Bureau beslaat de plaats een oppervlakte van
1,7 km², geheel bestaande uit land. Beaver Crossing ligt op ongeveer 447 m boven zeeniveau.

## Plaatsen in de nabije omgeving
De onderstaande figuur toont nabijgelegen plaatsen in een straal van 20 km rond Beaver Crossing.